# Issamoulenc
Issamoulenc är en kommun i departementet Ardèche i regionen Auvergne-Rhône-Alpes i sydöstra Frankrike. Kommunen ligger  i kantonen Saint-Pierreville som ligger i arrondissementet Privas. År 2022 hade Issamoulenc 105 invånare.

## Befolkningsutveckling
Antalet invånare i kommunen Issamoulenc
Referens: INSEE